# Retanilla patagonica
Retanilla patagonica är en brakvedsväxtart som först beskrevs av Carlos Luis Spegazzini, och fick sitt nu gällande namn av R.D. Tortosa. Retanilla patagonica ingår i släktet Retanilla och familjen brakvedsväxter. Inga underarter finns listade i Catalogue of Life.